# Черешарка
Черешарката (Coccothraustes coccothraustes) е красива птица от семейство Чинкови (Fringillidae).

## Физически характеристики
Черешарката е около два пъти по-голяма от домашното врабче и малко по-голяма от скорец. Има характерно масивно тяло, едра глава и клюн, къси крака и къса опашка. Дължината на тялото и е около 16 – 18 cm, размахът на крилете – 31 – 33 cm, а теглото – 40 – 65 g. Главата на мъжкия е светлокафява с пепелява ивица през врата, черна предочна ивица и черно петно на гърлото. Гърбът е шоколадово кафяв, крилата са черно-сиви с метален отблясък. Опашните крила са черно-кафяви с бели кантове по върховете и бели петна отдолу, които ясно се виждат и в полет. Вътрешните махови крила имат една интересна особеност, която не може да се види от разстояние – черният цвят на тези, разширяващи се към края крила, е особено блестящ.
Има масивен, непропорционално голям, дебел и широк клюн, със силна мускулатура, който през размножителния период е сиво-синкав, а през останалите сезони – охрено-кафяв. С него без затруднение може да чупи черешови и други костилки, откъдето идва и името на птицата. Краката са кафяво-розови. Половият диморфизъм е много слабо изразен, но се наблюдава възрастов. Окраската на женската е по-светла, с по-сивкави и не така ярко изразени тонове, липсва черната ивица около клюна и има по-малко бяло на опашката. При младите индивиди черното петно на гърлото липсва.
Брачната песен не е мелодична и наподобява песента на червенушката. Представлява бавно, повтарящо се „ции-црии“, с пауза между двете срички. В останалите периоди се обажда с характерно метално или забързано „чит-чит-чит“.

## Разпространение
Ареалът на разпространение на черешарката е изключително обширен. Броят на птиците е много голям, така че видът не се доближава до праговете на уязвимост и поради тези причини се приема като незастрашен. Гнездовата популация в Европа се оценява на 2 400 000 – 4 200 000 гнездящи двойки, което се равнява приблизително на 7,2 до 12,6 милиона броя. Континентът формира между 25% и 49% от общия брой на птиците, така че по предварителна оценка той е 14,7 – 50,4 милиона индивида в световен мащаб. В Европа тенденцията от 1980 година насам показва, че популациите са стабилни, на базата на предварителните данни за 21 страни от континента, включени в общата схема за мониторинг на птиците.
Черешарката е разпространена в Европа, Северозападна Африка и Азия. В северните области на ареала е прелетна, а в южните – скитаща и постоянна.
- На север ареалът ѝ достига до 62°-65° северна ширина в Швеция и Финландия. В европейската част на Русия – до 61-вия паралел, в басейна на река Об – до 64-тия паралел, по долината на Енисей – до 66-ия градус. Между езерото Байкал и долината на река Зея може да се срещне до 54° северна ширина.[4]
- На изток – до Камчатка, Охотско и Японско море, където обитава територии до 57-ия паралел. Ареалът обхваща и Западна Монголия.[4]
- На юг – до Пиренейския полуостров, остров Сардиния, Италия, Словения, Хърватия, Босна, Херцеговина, Североизточна Сърбия, България, равнините северно от Кавказ и до към 40° северна ширина в Сибир. В Мала Азия – до Понтийските планини и Източен Тавър. В Азиатската част стига до западната област на Туркмено-Хорасанските планини, западната част на Копетдаг, южния край на Урал, Телецкото езеро в Алтай и северните части на Корейския полуостров. Изолирани райони от ареала са Западен Тян Шан, западната част на Алайския хребет и планините на Афганистан и Пакистан.[2][4]
- В северозападна Африка може да се срещне на Високите и Средни Атласки планини, в Алжир от втория меридиан източна дължина до източното крайбрежие на Тунис, на север до брега на Средиземно море, на юг до 35-ия паралел.[4]

В България се среща през цялата година и не мигрира. Може да се види от морското равнище до горната граница на широколистните гори. Например в Пирин може да бъде забелязана до 1100 m надморска височина, докато във Витоша се среща и до 1600 m. През зимата броят на птиците се увеличава, тъй като в България зимува част от долетелите от северните страни индивиди. Според Атласа на гнездящите видове птици в България, видът наброява между 50 и 150 хиляди двойки.

## Подвидове
Описани са 6 подвида на черешарката:
- Coccothraustes coccothraustes coccothraustes – Описан е от Карл Линей през 1758 година. Характерен е за Централна и Северна Европа, включително Испания и Британските острови. Среща се и в Западна Азия.
- Coccothraustes coccothraustes buvryi – Ползва се и синонима C. c. burryi. Описан е от Жан Луи Кабанис през 1862 година. Типичен е за Алжир, Тунис и Мароко. Той е малко по-голям и по-сивкав от С.с. coccothraustes.[8]
- Coccothraustes coccothraustes nigricans – Описан е от руския орнитолог Сергей Бутурлин през 1908 година. Обитава Украйна, Кримския полуостров, крайбрежията на Каспийско море и Северен Иран.[9]
- Coccothraustes coccothraustes humii – Описан е от Шарп през 1886 година. Среща се в източната част на Казахстан, Киргизстан, Таджикистан и Западен Афганистан.[10]
- Coccothraustes coccothraustes japonicus – Описан е от немския орнитолог Херман Шлегел и холандския зоолог Конрад Теминк през 1848 година. Обитава островите Сахалин, Хокайдо и северната част на Хоншу. Зимува в Китай и японския архипелаг Огасавара.[11]
- Coccothraustes coccothraustes schulpini – Описан е от датско-руския професор по зоология Ханс Йохансен през 1944 година. Характерен е за басейна на река Амур в Русия и Китай, Манджурия и някои области, граничещи с Японско море – Корейския полуостров, Русия и Япония.[12]

В късно-плиоценското находище край град Вършец са намерени останки от фосилния вид Coccothraustes simeonovi (симеонова черешарка), а в друго късно-плиоценско находище – край град Сливница – такива от Coccothraustes balcanicus (балканска черешарка). И двата вида са най-древните в света представители на рода на черешарките и са описани от палеоорнитолога проф. Златозар Боев през 1998 година. Живели са приблизително преди около 2 милиона години.

## Начин на живот и хранене
Обитава равнинни и хълмисти райони с широколистни и смесени гори и овощни градини. Предпочита разредени дъбови, габърови и крайречни гори, храсталаци с единични или групи дървета между обработваемите площи, както и стари паркове и градини в населените места. Макар и рядко, може да се срещне и в иглолистни гори, но този избор е обвързан изключително с близък източник на вода. Често обитава овощни градини, където изкълвава меката част на череши, вишни, сливи и други плодове, за да достигне до костилките им. Успява да счупи дори твърдите сливови костилки. При търсене на храна птиците летят в ято от 6 – 7 индивида и се хранят тихо, скрити сред листата. Така могат да унищожат голяма част от продукцията.
Черешарката е страхлива и в същото време агресивна птица. Прекарва по-голямата част от деня по върховете на високите клони на дърветата, особено през размножителния период. На земята може да бъде видяна единствено когато събира храна или пие вода. Тогава се движи на подскоци, отлита при най-малкия шум и не може лесно да се види. Често проявява агресия както спрямо себеподобни, така и спрямо други, дори по-едри видове. На свобода може да доживее до 12-годишна възраст.
Полетът на птицата е бърз и стремителен, като обикновено прелита на къси разстояния. По време на по-продължителен полет могат да бъдат забелязани и периодични вълнообразни движения. Височината на полета достига до 200 метра.
Храни се главно с твърди костилки на различни дървета, които разчупва със здравия си клюн. Предпочита семена на череша, вишна, слива, клен, габър, бряст, салкъм, магарешки бодил, слънчоглед, букови ядки. Друг източник на храна са семената от различни иглолистни дървета и горски плодове. По-рядко консумира гъсеници и буболечки. В полуполет може да лови дори насекоми. Най-често се храни на групи, особено през зимата. През пролетта към храната си добавя растителни пъпки и млади филизи, а през лятото – насекоми.
Заради красивото оперение понякога се отглежда като декоративна птица. Лесно свиква в плен, непретенциозна е и живее дълго.

## Размножаване
Черешарката е моногамна и партньорите остават заедно през цялата година. Може да гнезди единично или на групи. Прави гнездото си ниско по дървета и храсти, на височина максимум 6 метра. За него избира хоризонтален клон в горната външна половина на гъста корона. То е дълбоко, чашковидно, изградено от два реда тънки сухи клонки и коренчета, като по-дебелите са подредени от външната страна. Застлано е с дръжки на различни плодове, листа, косми и перца. Диаметърът му е 200 – 220 mm, височината – 80 – 100 mm. Строежът се започва от самеца, а вътрешната част се довършва от женската.
В периода април-май женската снася между 4 и 6 светлозеленикави или сивкави яйца, изпъстрени със сложна рисунка от виолетово-сини петна, извити линии и шарки. Около тъпата страна често може да има венче от точици. Инкубира ги сама в продължение на две седмици. Понякога мъжкият, макар и много рядко, я сменя в гнездото. Двамата родители заедно хранят новоизлюпените пиленца, обикновено със семена. Малките започват да летят около две седмици след излюпването. Около 15 дни след това започват да се хранят напълно самостоятелно, но остават още дълго със семейството си, понякога до късна есен. Полова зрялост достигат на едногодишна възраст. Обикновено черешарката има по едно поколение годишно, а в южните области на ареала може да има и по две.